# Дванайсетен имамизъм
Дванайсетен имамизъм или само имамизъм е най-многочислената от трите групи в шиитския ислям. Те признават за легитимни дванадесет следващи един след друг имами, призвани да водят ислямската общност, като първият от тях е Али, братовчед и зет на пророка Мохамед, следван от синовете му Хасан и Хусейн и така последователно до дванадесетия – Мохамед ибн ал Хасам (Мохамед ал-Махди), роден около 870 г. и който е „скрит имам“.